# Kapitein-generaal
Kapitein-generaal was vroeger in sommige Europese legers een hoge militaire rang of functie. De titel betekent letterlijk "algemeen kapitein". In de recentere tijden werd de titel vooral gebruikt in Spanje en sommige Latijns-Amerikaanse landen. Soms groeide de functie uit tot de hoogste generaalsrang, vergelijkbaar met maarschalk.  
De benaming verscheen in de veertiende eeuw in Frankrijk en Italië. In sommige Italiaanse staten droeg de opperbevelhebber van het leger de titel.  De opperbevelhebber van de Kerkelijke Staat werd een tijdlang aangeduid als “kapitein-generaal van de Kerk”. 

## Nederlanden

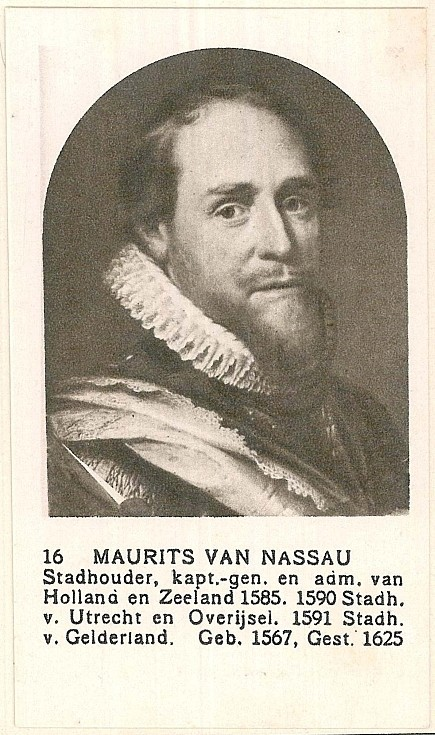
Maurits van Oranje, stadhouder, kapitein-generaal en admiraal van Holland en Zeeland 1585.
1590 Stadhouder van Utrecht en Overijsel.
1591 Stadhouder van Gelderland.

Al sinds Filips de Goede was er in sommige provincies van de Lage Landen een militair bevelhebber met de  titel van kapitein-generaal. Meestal werd die functie gecombineerd met die van stadhouder. 
Na de Opstand der Nederlanden werd Maurits van Nassau in 1589 officieel aanvoerder van het Staatse leger. In die functie noemde hij zich kapitein-generaal der Unie, hoewel die titel door de Staten-Generaal werd geweigerd.  Zijn halfbroer en opvolger Frederik Hendrik werd echter bij zijn aantreden in 1625 zonder problemen in die functie benoemd, evenals diens zoon en opvolger Willem II.
Aan het einde van het Eerste Stadhouderloze Tijdperk bepaalden de Staten-Generaal krachtens het Eeuwig Edict (1667) en de Akte van Harmonie uit 1670 dat het stadhouderschap onverenigbaar was met de functie van kapitein-generaal. Met het herstel van het stadhouderschap tijdens het Rampjaar 1672 werd deze akte afgeschaft en werd het kapitein-generaalschap in 1674 in de mannelijke lijn erfelijk verklaard, dat daarmee samen kwam te vallen met de dynastie van de Oranje-stadhouders. De functie werd afgeschaft na de Bataafse Revolutie in 1795, toen gelijktijdig de met elkaar verbonden functies van erfstadhouder en admiraal-generaal kwamen te vervallen. 
Kapitein-generaal der Unie :
- 1589-1625: de facto Maurits van Nassau
- 1625-1647: Frederik Hendrik van Oranje
- 1647-1650: Willem II van Oranje
- 1650-1672: vacant
- 1672-1702: Willem III van Oranje
- 1702-1747: vacant
- 1747-1751: Willem IV van Oranje-Nassau
- 1751-1793: Willem V van Oranje-Nassau
- 1793-1795: Willem Frederik, erfprins van Oranje-Nassau

Tijdens de Spaanse Successieoorlog werd John Churchill, hertog van Malborough, tot luitenant-kapitein-generaal der Unie  benoemd, terwijl de functie van kapitein-generaal zelf vacant werd gelaten. Malborough was al kapitein-generaal van het Engelse leger.

## Verenigd Koninkrijk en Gemenebest
De opperbevelhebbers van het Engelse leger, onder meer de hertog van Malborough, droegen van de 16de tot de 18de eeuw meermalen de titel van kapitein-generaal.  Ook de Engelse koningen droegen soms die titel.
Tegenwoordig is Captain General een erefunctie in de Britse strijdkrachten, met een louter ceremoniële betekenis. De Britse koningin is onder die benaming het hoofd van de Britse artillerie, net als van de artillerie in Canada, Australië en Nieuw-Zeeland. Haar gemaal, prins Philip, was tot eind 2017 kapitein-generaal van de Royal Marines (mariniers). Op 19 december 2017 werd hij opgevolgd door zijn kleinzoon Prins Harry.

## Spanje
In Spanje ontstond de functie van kapitein-generaal in de 15de eeuw, zowel in het leger als de vloot.  
Na de verovering van de Nieuwe Wereld door Spanje werden bepaalde delen van het Spaanse koloniale rijk onder het gezag van een kapitein-generaal geplaatst.  Het ging om Santo Domingo (de huidige Dominicaanse Republiek, sinds 1526),  Guatemala (in feite heel Centraal-Amerika, sinds 1540), Chili (sinds 1541), de Filipijnen (1565),  Puerto Rico (1592), Cuba (1607), Yucatán (1617) en Venezuela (1777).  De kapitein-generaal had vrijwel dezelfde bevoegdheid als de onderkoning, maar was aan hem ondergeschikt. 
Onder de eerste Bourbon-koning Filips V (1700-1746)  kwam er een uniformering van het bestuur en werd het Spaanse moederland in capitanías generales ingedeeld, elk onder het gezag van een kapitein-generaal, een edelman met een hoge militaire rang.. Deze had zowel militaire, bestuurlijke en rechterlijke macht (hij was voorzitter van de Real Audiancia, een hoog bestuurs- en rechterlijk college). 
Toen Spanje in 1832 in provincies werd ingedeeld, bleven de kapitein-generaals bestaan als regionale militaire bevelhebbers. Bij het begin van de Tweede Spaanse Republiek (1931) werd de functie afgeschaft, maar later door de dictator Franco hersteld. De bevelhebbers van de elf militaire regio's hadden tot 2002 de tijdelijke rang van kapitein-generaal (met vijf sterren). 
Tegenwoordig heeft alleen de Spaanse koning in zijn hoedanigheid van opperbevelhebber automatisch de rang van kapitein-generaal. 
Daarnaast hebben sommige Spaanse opperofficieren uitzonderlijk de ererang van kapitein-generaal ad honorem gekregen, zowel in land-, zee- als luchtmacht. Franco kende de rang toe aan drie generaals uit de Spaanse Burgeroorlog. Ook koning Juan Carlos heeft die rang driemaal verleend (waaronder aan zijn eigen vader Juan de Borbón, als kapitein-generaal van de Marine).
Opmerkelijk is dat de ererang van kapitein-generaal in Spanje ook meermalen is toegekend aan de Heilige Maagd in verscheidene bedevaartsoorden. Dat gebeurde voor het eerst na de Slag bij Lepanto in 1571, het laatst in 1956. 

## Latijns-Amerika
Ten tijde van de onafhankelijkheidsoorlogen van Spaans-Amerika werd de titel van kapitein-generaal gedragen door revolutionaire bevelhebbers, met name in Mexico en Venezuela (door Simón Bolívar in 1813). 
In Chili hebben drie staatshoofden die tevens legerbevelhebber waren, de rang van kapitein-generaal gekregen: Bernardo O'Higgins in 1817, Ramón Freire in 1823 en Augusto Pinochet in 1982. Pinochet behield de rang toen hij na zijn aftreden als president opperbevelhebber van het leger bleef (van 1990 tot 1998).  De rang werd ook gegeven aan de Argentijnse generaal José de San Martín toen deze in 1820 het leger aanvoerde dat Chili definitief van de Spaanse overheersing bevrijdde. 
In Argentinië werd de titel bij het begin van de onafhankelijkheid gedragen door sommige provinciegouverneurs die zich als autonome machthebbers gedroegen. 
De titel is ook gevoerd door een paar militaire presidenten van El Salvador en Honduras.  In Bolivia draagt de president automatisch de titel van kapitein-generaal, ook als hij een burger is.  